# Dragan Crnomarkovic
Dragan Crnomarkovic (Bregenz, 1973. július 28. –) szerb labdarúgó.

## Sikerei, díjai
- Ferencvárosi TC:
  - Magyar labdarúgó-bajnokság bajnok: 2000-01